# Кастањето Кардучи
Кастањето Кардучи (итал. Castagneto Carducci) је насеље у Италији у округу Ливорно, региону Тоскана.
Према процени из 2011. у насељу је живело 1160 становника. Насеље се налази на надморској висини од 202 м.

## Становништво
| 1936. | 1951. | 1961. | 1971. | 1981. | 1991. | 2001. | 2011. |
| ----- | ----- | ----- | ----- | ----- | ----- | ----- | ----- |
| 8.039 | 8.219 | 7.866 | 7.622 | 8.240 | 8.256 | 8.226 | 8.462 |